# Епископ пакрачки Мирон
Мирон (световно Михаило Николић; Капелна, 27. фебруар 1846 — Пакрац, 18. фебруар 1941) био је епископ пакрачки.
Епископ Мирон спада међу епископе Српске православне цркве са најдужим стажом у датом звању (53 године) истовремено је свештеник Српске православне цркве са најдужим стажом на челу једне епархије.

## Световни живот
Епископ Мирон (световно Михаило Николић) рођен је 27. фебруара 1846. у селу Капелни, у славонској Подравини, од оца Павла, свештеника, и мајке Ане. Три разреда основне школе завршио је у Подравској Слатини, а четврти разред у Осијеку. Гимназију је учио у Осијеку, Сремским Карловцима и Новом Саду, а богословију у Пакрацу.
Пре примања монашког чина био је чиновник у конзисторијалној канцеларији, подбележник и учитељ у Дарувару.

## Монашки живот
Монашки чин примио је 10. октобра 1870. у манастиру Ораховици из руку игумана ораховачког Максима. У чин ђакона рукоположен је 28. октобра исте године. Протођаконом је постао 1871, а презвитером 1874. За архимандрита произведен је 1878. Рукоположења и производства примио је из руку свога претходника, епископа пакрачког Никанора (Грујића). После његове смрти, 8. априла 1887, архимандрит Мирон постао је мандатаром патријарха Германа (Анђелића) у Пакрачкој епархији.
За епископа пакрачког изабран је 10. октобра 1888. године. Будући да је патријарх Герман убрзо умро, архимандрит
Мирон је хиротонисан тек 1890, после избора новог патријарха Георгија (Бранковића). Хиротонију су извршили 3. маја исте године патријарх Георгије и епископи вршачки Нектарије и бачки Василијан.
Као епископ посебну бригу је владика Мирон посветио свештенству, завео је свештеничке исповести и братске саборе, увео парохијске и протопрезвитерске библиотеке и основао фонд за издржавање деце и сирочади свештенства Епархије пакрачке. У бризи за учитељски подмладак успео је да 1894. оснује Учитељску школу, да купи зграду за исту и отвори интернат за сиромашне ученике ове школе.
Приликом исељавања Срба из Славоније у Америку епископ Мирон је упозоравао свештенство да чува народ од исељавања и у том смислу је писао и посланицу. Епископ Мирон је у три маха администрирао упражњеном Карловачком митрополијом.
У последњих седам година живота није могао служити архијерејску литургију, због несрећног случаја лома ноге. Умро је 18. фебруара 1941. у Пакрацу и сахрањен у цркви Гавриници.